# بوبي دالي
بوبي دالي (بالإنجليزية: Bobbie Dale)‏ (25 نوفمبر 1995 في المملكة المتحدة - ) هو لاعب كرة قدم بريطاني في مركز الهجوم. لعب مع نادي فارنبوروه ونادي باث سيتي ونادي غلوستر سيتي ونادي تشيلتنهام تاون لكرة القدم وBishop's Cleeve F.C. ‏ وCinderford Town A.F.C. ‏ وCirencester Town F.C. ‏.

## وصلات خارجية
- بوبي دالي على موقع قاعدة بيانات كرة القدم.إي يو (الإنجليزية)
- بوبي دالي على موقع Soccerbase.com (لاعب) (الإنجليزية)
- بوبي دالي على موقع Soccerway.com (الإنجليزية)